# Безкласове суспільство
Безкласове суспільство — суспільство, в якому жодна людина не народжується з приналежністю до якогось класу. В такому суспільстві будь-яка нерівність між людьми: в достатку, освіті, культурі й соціальних зв'язках, виникає тільки через особисті риси людини, її власний досвід та власні досягнення.
Поняття безкласового суспільства наріжне у марксизмі, у межах якого вважається, що безкласове суспільство існувало в часи мисливців-збирачів, і воно знову з необхідністю виникне як комуністичне.